# Convención del punto
En el análisis de circuitos, la convención del punto es una  convención usada para denotar la  polaridad del voltaje de dos componentes mutuamente inductivos, tal como el  devanado en un transformador.
La  polaridad de todos los terminales punteados será la misma en cualquier momento determinado, suponiendo un transformador ideal sin inductancia de fuga

## Corriente alterna sinusoidal
Para CA sinusoidal tal como la electricidad doméstica, la convención puede verse en cualquiera de las siguientes formas:
1. La  corriente que entra a un punto (cualquier punto) "intenta" salir del otro punto. "Entra" quiere decir desde el punto hacia el inductor, e inversamente "salir" quiere decir desde el inductor hacia el punto.
2. La corriente que entra a un terminal punteado del inductor induce un voltaje positivo en el otro punto. Inversamente, la corriente que sale de un terminal punteado induce un voltaje negativo en el otro punto.[2]

1. ↑  Universidad Nacional de Bogota. «CONVENCIÓN DE LOS PUNTOS». Archivado desde el original el 27 de mayo de 2014. Consultado el 14 de junio de 2011.
2. ↑  https://web.archive.org/web/20111026202801/http://pemclab.cn.nctu.edu.tw/w3elemac/W3slide/ch2.xformer/sld009.htm

- Datos: Q5299404